# Köhn
Köhn település Németországban, Schleswig-Holstein tartományban. Lakosainak száma 765 fő (2023. december 31.).

## Népesség
A település népességének változása:
| Lakosok száma | 449  | 826  | 816  | 785  | 755  | 770  | 765  |
|               | 1975 | 2014 | 2017 | 2019 | 2021 | 2022 | 2023 |